# Стрий II
Стрий II — вузлова вантажна залізнична станція Львівської дирекції залізничних перевезень Львівської залізниці.
Розташована на перетині двох лінії Стрий — Самбір та Стрий II — Більче між станціями Стрий (2,5 км) та Верхні Гаї (12,5 км) у місті Стрий Львівської області.